# Louis Dumont
Louis Dumont (19 listopada 1911 - 1998) – francuski socjolog i antropolog.

## Życiorys
Jego ojciec inżynier kolejnictwa, zmarł w okresie edukacji syna w prestiżowym paryskim liceum. Podczas wojny uczył się języka niemieckiego i studiował sanskryt w Hamburgu. W 1945 powrócił do pracy w muzeum etnograficznym, wznawiając też badania naukowe. Studiował języki tamilski i hindi, by w latach 1949-1950 prowadzić badania terenowe w plemiennych obszarach Tamilnadu. Powrócił do Paryża i następne 5 lat wykładał w Oksfordzie. Następnie w Paryżu kierował studiami indologicznymi w École des Hautes Études en Sciences Sociales (EHESS).

## Publikacje
- Homo Hierarchicus: Essai sur le système des castes (1966),
- From Mandeville to Marx: The Genesis and Triumph of Economic Ideology (1977)
- Essais sur l'individualisme: Une perspective anthropologique sur l'idéologie moderne (1983).